# Double Trouble
Double Trouble är en film från 1967 med Elvis Presley i huvudrollen. Filmen regisserades av Norman Taurog.

## Filmens Handling
Filmen handlar om Guy Lambert (Elvis Presley), en sångare som är på Europaturné. Han möter två kvinnor, spelade av Anette Day och Yvonne Romain. Trubbel uppstår då mordförsök utförs mot Guy och den stora frågan är om de hinner till Stockholm innan mördaren kommer ikapp.

## Annat om filmen
- Double Trouble var den enda film Anette Day spelade in.[2]
- Double Trouble regisserades av Norman Taurog, och var hans sjunde Elvis-film av totalt nio filmer. De andra var: Älska mig lite, Speedway, California Holiday, Tickle Me, Hjärta till salu, Girls! Girls! Girls!, Blue Hawaii och En Yankee Med Takter I.[3]
- Delar av filmen går ut på att Guy Lambert samt Anette Days karaktär ska ta sig till Stockholm.